# Isopropylamine
L'isopropylamine (C3H9N) ou 2-propylamine (pour l'IUPAC / MeSHName)  est un produit chimique ; composé organique, et plus précisément une amine classée parmi les alkanamines, comme l'éthylamine, la propylamine, la propane-1,2-diamine la propane-1,3-diamine, l'isobutylamine, la tert-butylamine (en) ou tert-butylamine, le n-butylamine ou n-butylamine, le sec-butylamine (en) ou sec-butylamine et la putrescine.

## Synonymes
Ce produit est aussi nommé
- 2-aminopropane[2],
- 2-propanamine[2],
- monoisopropylamine[2] ou MIPA
- 2-Aminopropane[2],
- propan-2-amine[2],
- monoisopropylamine[2],
- sec-propylamine[2],
- 1-méthyléthylamine[2].

## Caractéristiques physico-chimiques
C'est un produit dangereux, extrêmement inflammable (avec point d'éclair à −37 °C ou −18 °C selon les sources, et un point d'auto-inflammation de 400 °C).
Du point de vue chimique, c'est une base (au sens de Brönsted) ; typique des amines.
Du point de vue physique, c'est un liquide hygroscopique incolore, qui a une odeur rappelant celle de l'ammoniaque.
Son point de fusion est −95,2 °C et son point d'ébullition est de 32,4 °C. Poids moléculaire : 59.11026
L'Isopropylamine est miscible à l'eau.
Le pKa de la forme protonée est 10.63

## Synthèse
L'Isopropylamine peut être synthétisée par amination d'isopropanol (également nommé alcool isopropylique) avec de l'ammoniac en présence d'un catalyseur (généralement du nickel/cuivre) :
(CH3)2CHOH + NH3 → (CH3)2CHNH2 + H2O

## Usages

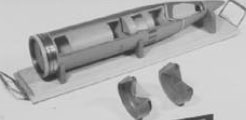
Le sarin est un gaz de combat, très toxique, produit à partir d'isopropylamine ; vue en coupe d'un obus de M687 (155 mm) destiné à produire du sarin

L'isopropylamine est principalement utilisé par l'agrochimie, pour la production de glyphosate, la matière active de plusieurs herbicides totaux, dont le Roundup (herbicide le plus vendu au monde), et le Vantage (autre herbicide non sélectif). 
C'est aussi un composant clé de l'Atrazine (autre herbicide aujourd'hui interdit en Europe).
C'est un additif (stabilisateur) utilisé dans la fabrication de plastiques.
C'est un intermédiaire ou composants de la synthèse organique de certains revêtement synthétiques, de plastiques, de caoutchoucs, de divers produits chimiques et pharmaceutiques ou de drogues (2,5-diméthoxy-4-méthylamphétamine, Bromo-DragonFly).
C'est un additif également utilisé par l'industrie du pétrole.
Associé à l'alcool isopropylique il est aussi utilisé dans certaines armes chimiques binaires dont par exemple le M687 (en)), comme mélange dit OPA qui à son tour, mélangé avec du difluorure de méthylphosphonyle (appelé DM par les militaires) produit le gaz sarin, violemment et mortellement neurotoxique.

## ...commemétabolite
L'isopropylamine et de l'isopropylamine hexadeutérée sont deux métabolites (produits de dégradation métabolique) urinaires issues de la désamination oxydative respectivement de propranolol et de propranolol hexadeutéré absorbés par voie orale chez le chien.
Ils résultent dans ce cas d'une désamination oxydative de propranolol par l'organisme (démontrée et étudiée chez le chien ; avec marquage isotopique stable) ; C'est le 1er exemple d'une désamination en une seule étape d'un composé N-isopropylamino.
L'Isopropylarnine a des effets cardiaques et des effets vasculaires périphériques